# Metaphrynella
Metaphrynella és un gènere de granotes de la família Microhylidae que es troba a Panamà, Colòmbia i, principalment, a l'est dels Andes.

## Taxonomia
- Metaphrynella pollicaris (Boulenger, 1890).
- Metaphrynella sundana (Peters, 1867).